# Nicolai Stokholm
 Ikke at forveksle med Nikolaj Stokholm.
Nicolai Stokholm (født 1. april 1976) er en tidligere professionel fodboldspiller fra Danmark, som spillede for FC Nordsjælland, hvor han var anfører, OB, Viking Stavanger, AB og Holbæk B&I.

## Karriere
Han startede med at spille fodbold i Holbæk B&I og skiftede derfra tilAkademisk Boldklub. Derudover har han spillet for OB indtil 2006, hvor han blev solgt til norske Viking Stavanger.

### Holbæk B&I
Tekst mangler, hjælp os med at skrive teksten

### AB
Tekst mangler, hjælp os med at skrive teksten

### OB
Tekst mangler, hjælp os med at skrive teksten

### Viking Stavanger
Tekst mangler, hjælp os med at skrive teksten

### FC Nordsjælland
I januar 2009 skiftede han til FC Nordsjælland. Kort efter skiftet til FC Nordsjælland blev Stokholm af cheftræner Morten Wieghorst udpeget til ny anfører i klubben. Han overtog anførerbindet fra Henrik Kildentoft.
Sammen med FC Nordsjælland vandt han det danske mesterskab med i sæsonen 2011-12.
Den 31. marts 2014 bekendtgjorde han, at han ville indstille karrieren ved sæsonens afslutning. I aftenens kamp scorede han desuden, og han forstærkede dermed sin rekord som den ældste målscorer i Superligaens lange historie (37 år og 364 dage gammel).

### Landshold
I 2006 fik han sin debut på det danske landshold i en venskabskamp mod Israel. Herefter spillede han en enkelt kamp mod Paraguay, hvorefter han gled ud af varmen hos landstræner Morten Olsen. I 2012 var der igen bud efter Stokholm, da han i en alder af 36 år blev indkaldt til landsholdets kamp mod Slovakiet. Efterfølgende har han også spillet en kamp i VM-kvalifikationen mod Italien.

### Personligt
Efter endt karriere valgte Nicolai Stokholm at afslå et job i den sportslige ledelse i FC Nordsjælland. I stedet for blev han fra 2014 salgschef i virksomheden Cramo A/S.

## Titler
- FC Nordsjælland
  - Superligaen: 2011/12
  - Pokalturneringen: 2010 og 2011